# 10-FEET
10-FEET（テンフィート）は、日本のスリーピースロックバンド。マネジメントはBADASS。所属レーベルはユニバーサルミュージック。

## 概要
1997年に地元である京都で結成され、2001年にデビュー。京都を代表する夏の大型フェス「京都大作戦」を2007年から主催し、開催された2008年から2022年で15周年を迎え、バンドも25周年を迎えた。音楽面ではロックやパンク、ヘヴィメタル、レゲエ、ヒップホップ、ギターポップなど多数のジャンルを取り入れられている。
バンド名は当初、「スケールでかい名前がええな」と話し合い、河原町丸太町のびっくりドンキーにおける話し合いで出てきた名称が「1000-FEET（センフィート）」だった。しかし、後日メンバーで話しあったところ、「ダサない？1000（セン・千）って日本語もどうなんや？これ、間違って“ワンサウザンドフィート”とか呼ばれへんか？」となり、近いところで「10-FEET（テンフィート）」になった。バンド名の「10-FEET」は、バスケットボールのゴールの高さであるおよそ3メートル、ジャンプしても「届きそうで届かない距離」（10フィート＝約3メートル）の意も持つ。
メンバー全員が京都在住で、東京にも2年程住んでいたが、レコーディングとツアーばかりの生活が続き、「これなら京都でも出来る」と思い、京都へ帰る事にしたと話している。

## メンバー
※特記がない限り、公式サイトの「PROFILE」に準拠
| 名前                 | 生年月日              | 血液型 | 担当楽器           |
| -------------------- | --------------------- | ------ | ------------------ |
| TAKUMA （タクマ）    | 1975年8月14日（49歳） | A型    | ボーカル・ギター   |
| NAOKI （ナオキ）     | 1977年8月24日（47歳） | O型    | ベース・ボーカル   |
| KOUICHI （コウイチ） | 1975年9月12日（49歳） | O型    | ドラムス・コーラス |

備考
- 10-FEET結成前、KOUICHIは保父（保育士）になるという目標の為、バンドや音楽活動を止めるため自身の持っていたドラムの機材を全て売り払っていたが、TAKUMAが丸山書店で2,980円で購入した「遊歩人」というウォークマンタイプのポータブルカセットプレイヤーで『アポンチュ』という楽曲の入ったデモテープを2人に聴かされ、「やるわ」と二つ返事で10-FEETへ参加した。
- TAKUMAは幼少期、団地の友人に毎日MEGADETHのボーカル デイヴ・ムステインのモノマネをさせられていた。METALLICAからも影響を受け、最初はドラマーとしてLUNA SEAのコピーなどもした。ドラムをたたきながらも同時にボーカルもしていたが、バンドが3ピース編成になったところ、ギターボーカルとしてやっていくことになった。当時のことを振り返り、「初期のライブは酷すぎて最近観ても笑えもしない」と語っている。ライブ中、MCでも「ギター募集」「助けてください」などと言っていた。1stマキシシングルではギターの弦はヘヴィメタルで多用される3本ほどしか弾いておらず、フルアルバム『springman』の時からちゃんとしたオープンコードを押さえ始めたという。アルバムタイトル「springman」には「逆境を跳ね返す」という意味が込められている。
- 10-FEET結成以前にはTAKUMAはFLAME、ビグザム、ドラミ、ワロップ、NAOKIはシム・プレート、KOUICHIはモンスペというバンドで活動していた。

## 来歴
1997年に地元京都にて結成。京都を中心としたライブ活動のほか、コンピレーションアルバム等に参加するなど、自身のデモテープも作成。
2000年12月に上京した後、3人での共同生活を開始。全国各地でライブ活動を行なっていたが、極貧の中でのツアーであったため、ツアー中は機材車の中を宿泊場所としていた。
2001年4月1日に発売されたシングル『april fool』でデビュー。5月1日に2ndシングル『May I help you?』を発売した後、全国各地でライブを敢行。
2001年 長崎のラジオ局 エフエム長崎が主催する音楽ロックフェス 『 Sky Jamboree 2001』に野外音楽フェス初出演。
2002年4月12日に1stアルバム『springman』を発売し、初の自身メインのツアーを敢行。10月23日に3rdシングル『RIVER』を発売し、オリコン週間シングルランキングで初登場30位を獲得。11月に東京での3人共同生活を終え、活動拠点を京都に戻す。
2003年6月11日に発売された4thシングル『nil?』でユニバーサルミュージックよりメジャーデビュー。所属事務所は以前の事務所から独立してBADASSを設立する。
2005年12月31日に開催された「COUNTDOWN JAPAN 05/06」に出演し、カウントダウンの大役を務めた。
2007年4月25日に9thシングル『STONE COLD BREAK』および映像作品『OF THE KIDS, BY THE KIDS, FOR THE KIDS! III』を同時発売。5月から全国ツアー『STONE COLD BREAK TOUR 2007〜どうしたい年!〜』を予定していたが、TAKUMAの喉の不調により全公演延期となる。このことについて、自身はオフィシャルサイトにおいて「必ず2ヶ月で治し、なおかつその2ヶ月間、喉と歌を使わず（話すのは問題なし）治療、作曲、体力、音楽的感性、全てにおいてパワーアップに全身全霊を尽くして最高の10-FEETにして帰ってきます。」とコメント、TAKUMA以外のメンバーたちのコメントも掲載された。
同年7月15日、京都府宇治市の太陽が丘で野外フェス「京都大作戦2007〜祇園祭とかぶってごめんな祭〜」を開催予定だったが、台風4号の接近のため、「当日のイベント開催時から暴風域に入り、15日の13時に直撃となる」とのことで中止となる。
2008年7月、京都大作戦を「京都大作戦2008〜去年は台風でごめんな祭〜」として初開催。
2010年12月8日にベスト・アルバム『10-BEST 2001-2009』を発売。しかし10-FEET自体はベスト・アルバムの発売を良く思わず、TAKUMAのブログにも「10-FEETのBEST、あんなの不要です。生涯出さへん予定やった」と書かれている。そのため、オフィシャルサイトのディスコグラフィーの一覧には同ベスト・アルバムは掲載されていない。
2015年4月から、α-STATIONで放送が開始されたアーティストによる帯番組［FLAG RADIO］において、奇数月の木曜日を担当。12月31日に開催された「COUNTDOWN JAPAN 15/16」に出演し、10年ぶりにカウントダウンの大役を務めた。
2017年1月より放送が開始されたテレビ東京系ドラマ24『バイプレイヤーズ 〜もしも6人の名脇役がシェアハウスで暮らしたら〜』のオープニングテーマに「ヒトリセカイ」が起用された。
2017年7月7日から9日にかけて「京都大作戦2017〜10執念！心の10電！10横無尽にはしゃぎな祭！」を開催。3日目のマキシマム ザ ホルモンのライブ中に雷の影響で一時中断し、約2時間後に再スタートした。
2022年1月20日、コラボレーションアルバム『10-feat』のリリースが発表された。
2022年8月25日、メンバー全員の新型コロナウイルス感染をバンドの公式サイトで発表。27日に予定していた野外ロックフェス「SWEET LOVE SHOWER 2022」（山梨県・山中湖交流プラザ）への出演を辞退した。
2022年12月14日、アルバム『コリンズ』発売。収録曲の「第ゼロ感」は映画「THE FIRST SLAM DUNK」のエンディング主題歌として書き下ろされた。
2022年12月23日、「ミュージックステーションスーパーライブ」に「第ゼロ感」で初出演。バンドとしてのテレビでのパフォーマンスは結成25周年で初めてである。
2023年2月1日、「第ゼロ感」はオリコン週間デジタルシングル(単曲)ランキングで自身初の1位を獲得。
2023年12月31日、「第74回NHK紅白歌合戦」に初出場。

## ディスコグラフィ

### シングル
|      | 発売日         | タイトル                       | 規格品番 | オリコン | 収録アルバム  |
| ---- | -------------- | ------------------------------ | --- | -------- | ------------- |
| 1st  | 2001年04月01日 | april fool                     | DLCR-010401 | -        | springman     |
| 2nd  | 2001年05月01日 | May I help you?                | DLCR-010501 | -        | springman     |
| 3rd  | 2002年10月23日 | RIVER                          | DLCR-2101 | 41位     | REALIFE       |
| 4th  | 2003年06月11日 | nil?                           | UPCH-5186 | 17位     | REALIFE       |
| 5th  | 2004年06月23日 | HEY!                           | UPCH-9147（初回生産限定盤） UPCH-5246（通常盤） | 9位      | 4REST         |
| 6th  | 2004年10月27日 | BUZZING                        | UPCH-5273 | 22位     | 4REST         |
| 7th  | 2006年02月08日 | ライオン                       | UPCH-5368 | 22位     | TWISTER       |
| 8th  | 2006年06月14日 | OVERCOME                       | UPCH-5396 | 24位     | TWISTER       |
| 9th  | 2007年04月25日 | STONE COLD BREAK               | UPCH-80015 | 25位     | VANDALIZE     |
| 10th | 2007年11月14日 | goes on                        | UPCH-80046 | 21位     | VANDALIZE     |
| 11th | 2009年03月25日 | 1sec.                          | UPCH-89048（初回生産限定盤） UPCH-80110（通常盤） | 10位     | Life is sweet |
| 12th | 2009年07月15日 | super stomper                  | UPCH-89055（初回生産限定盤） UPCH-80131（通常盤） | 9位      | Life is sweet |
| 13th | 2010年09月08日 | hammer ska                     | UPCH-80203 | 9位      | thread        |
| 14th | 2011年11月02日 | その向こうへ                   | UPCH-89105（初回限定盤） UPCH-80244（通常盤） | 8位      | thread        |
| 15th | 2016年07月20日 | アンテナラスト                 | UPCH-89208（初回盤A：完全生産限定盤） UPCH-89285（初回盤B：初回生産限定盤） UPCH-80402（通常盤）                                                                                                | 5位      | Fin           |
| 16th | 2017年02月01日 | ヒトリセカイ×ヒトリズム        | UPCH-89310（完全生産限定盤） UPCH-80454（通常盤） | 4位      | Fin           |
| 17th | 2017年07月19日 | 太陽の月                       | UPCH-89338（完全生産限定盤） UPCH-89339（初回限定盤） UPCH-80475（通常盤） | 4位      | Fin           |
| 18th | 2019年07月24日 | ハローフィクサー               | UPCH-89409（完全生産限定盤 白） UPCH-89410（完全生産限定版 黒） UPCH-89411（完全生産限定盤 蛍光黄緑） UPCH-89412（完全生産限定盤 蛍光ピンク） UPCH-89413（初回生産限定盤） UPCH-80518（通常盤） | 6位      | コリンズ      |
| 19th | 2020年10月14日 | シエラのように                 | UPCH-89439（初回生産限定盤） UPCH-89441（完全生産限定盤） UPCH-80547（通常盤） | 4位      | コリンズ      |
| 20th | 2021年03月10日 | アオ                           | UPCH-89445（完全生産限定盤） UPCH-89446（初回生産限定盤） UPCH-80552（通常盤） | 5位      | コリンズ      |
| 21st | 2022年06月18日 | aRIVAL                         | 配信限定 |          | コリンズ      |
| 22nd | 2022年11月09日 | 第ゼロ感                       | 配信限定 | 6位      | コリンズ      |
|      | 2023年8月15日  | 第ゼロ感 (from 京都大作戦2023) | 配信限定 |          |               |
| 23rd | 2023年10月20日 | Re方程式                       | 配信限定 |          |               |
| 24th | 2024年7月3日   | helm’N bass                    | UPCH-89567（初回生産限定盤） UPCH-80609（通常盤） | TBA      |               |

### アルバム

#### フルアルバム
|     | 発売日         | タイトル      | 規格品番                                                              | オリコン | 備考                       |
| --- | -------------- | ------------- | --------------------------------------------------------------------- | -------- | -------------------------- |
| 1st | 2002年04月12日 | springman     | DLCR-2041                                                             | -        |                            |
| 2nd | 2004年01月28日 | REALIFE       | UPCH-1324                                                             | 9位      | メジャーファーストアルバム |
| 3rd | 2005年05月25日 | 4REST         | UPCH-1408                                                             | 4位      |                            |
| 4th | 2006年08月16日 | TWISTER       | UPCH-1510                                                             | 10位     |                            |
| 5th | 2008年02月27日 | VANDALIZE     | UPCH-20076                                                            | 11位     |                            |
| 6th | 2009年09月09日 | Life is sweet | UPCH-29036:初回限定盤 UPCH-20168:通常盤                               | 8位      |                            |
| 7th | 2012年09月19日 | thread        | UPCH-29086:初回限定盤 UPCH-20283:通常盤                               | 7位      |                            |
| 8th | 2017年11月01日 | Fin           | UPCH-29268:完全生産限定盤 UPCH-29265:初回生産限定盤 UPCH-20462:通常盤 | 2位      |                            |
| 9th | 2022年12月14日 | コリンズ      |                                                                       | 2位      |                            |

#### ベストアルバム
|     | 発売日         | タイトル                                | 規格品番                                | オリコン | 備考                                                                        |
| --- | -------------- | --------------------------------------- | --------------------------------------- | -------- | --------------------------------------------------------------------------- |
| 1st | 2007年07月25日 | Re: springman+ 〜Indies Complete Disc〜 | POCS-9101:初回限定盤 POCS-1014:通常盤   | 37位     | インディーズ時代に発表された楽曲を網羅した インディーズコンプリートアルバム |
|     | 2010年12月08日 | 10-BEST 2001-2009                       | UPCH-29059:初回限定盤 UPCH-20214:通常盤 | 19位     | 非公式ベストアルバム                                                        |
|     | 2017年7月7日   | 10-FEET入り口の10曲                     |                                         |          | 配信限定ベストアルバム                                                      |
|     | 2021年2月26日  | 10-FEET入り口の10曲 2                   |                                         |          | 配信限定ベストアルバム                                                      |

#### その他のアルバム
| 発売日         | タイトル                        | 規格品番                                                           | オリコン | 備考                                                             |
| -------------- | ------------------------------- | ------------------------------------------------------------------ | -------- | ---------------------------------------------------------------- |
| 2006年04月19日 | 6-feat                          | UPCH-1478                                                          | 20位     | 自身の楽曲に他アーティストをfeat.したコラボレーションアルバム    |
| 2014年06月18日 | 6-feat 2                        | UPCH-20356                                                         | 11位     | コラボレーションアルバム第二弾                                   |
| 2014年06月18日 | Re: 6-feat                      | UPCH-20357                                                         | 10位     | メンバーが影響を受けた楽曲のカバーアルバム                       |
| 2014年06月18日 | 6-feat 2 + Re: 6-feat+ LIVE DVD | UPCH-29168                                                         | 11位     | 上記の2タイトルにライブDVDを付属した 3枚組のスペシャルパッケージ |
| 2022年03月23日 | 10-feat                         | UPCH-29426完全生産限定盤 UPCH-29430初回生産限定盤 UPCH-20617通常盤 | 6位      | コラボレーションアルバム第三弾                                   |

### 参加作品
| 発売日         | タイトル                                                                                         | 規格品番                                | 収録曲 |
| -------------- | ------------------------------------------------------------------------------------------------ | --------------------------------------- | --- |
| 2002年09月18日 | オムニバス「PUNK ROCK CAMP!!」                                                                   | RUCI-2003                               | 1. FELLOWS 2 2. CHERRY BLOSSOM |
| 2003年08月20日 | オムニバス「E.V.Junkie」                                                                         | SRCL-5597                               | 6. CHERRY BLOSSOM |
| 2003年11月12日 | NICOTINE 「Punk Rock Xmas」                                                                      | WPCL-10176                              | 4. I SAW MOMMY KISSING SANTA CLAUS LAST NIGHT （ゲストボーカルTAKUMA） |
| 2004年12月03日 | オムニバス「G.LASTS…TRIBUTE TO GODZILLA」                                                        | UICO-4006                               | 6. BE NOTHING |
| 2004年12月16日 | オムニバス『CROSS THE STREET』                                                                   | VICL-61531                              | Disc2 2. SING MY SONG(I JUST WANT TO SING MY SONG)[ZIGGY] / 10-FEET |
| 2005年01月05日 | オムニバス「BUDDY RECORDS SAMPLER Vol.1」                                                        | IWGP-001                                | 1. RIVER 2. CHERRY BLOSSOM |
| 2005年04月06日 | 湘南乃風「カラス」                                                                               | TFCC-89135                              | 3. Rockin' Wild - 10-FEET REMIX - |
| 2005年07月06日 | MINMI「サマータイム!!」                                                                          | VICL-35844 VICL-35845                   | 4. Legend 〜Are yu ready feat. 10-FEET |
| 2005年12月07日 | 映画「バッシュメント」オリジナル・サウンドトラック                                               | UPCH-1449                               | 2. 4REST（主題歌） |
| 2005年12月21日 | オムニバス「TOYOTA BIG AIR 10th Anniversary」                                                    | UPCI-1040                               | 1.Freedom |
| 2006年01月18日 | オムニバス「WHITE OUT 2 〜real snowboarder’s compilation〜」                                     | FLCF-4089                               | 4. 4REST |
| 2006年08月23日 | スカポンタス『ONE SHOT TRIP』                                                                    | VICL-62054:初回限定盤 VICL-62055:通常盤 | 2.Amber Music feat.Kj&TAKUMA(10-FEET) |
| 2007年08月29日 | INFINITY16 welcomez MINMI,10-FEET「真夏のオリオン」                                              | UMCF-5010                               | 1. 真夏のオリオン |
| 2005年03月09日 | オムニバス「animation BECK original soundtrack “KEITH”」                                         | DFCL-1178                               | 11.LITTLE MORE THAN BEFORE |
| 2008年03月26日 | オムニバス「THUNDER TRACKS」                                                                     | DFCL-1453 DFCL-1455                     | 6.THE JACK |
| 2008年10月22日 | V.A「METAL-IKKA 〜 メタル一家」                                                                  | UPCH-20116                              | 1.Sad But True |
| 2009年05月20日 | tick『何度でも』                                                                                 |                                         | 2.buddies feat.TAKUMA(from 10-FEET) |
| 2009年04月25日 | 瘋癲（FU-TEN）『FREE』                                                                           |                                         | 4.What Morals? feat.TAKUMA(from 10-FEET) |
| 2009年04月08日 | V.A 「AGGRESSIVE DOGS TRIBUTE ALBUM "真我"」                                                     | DFCL-1560                               | 1.Can You Waik in State? |
| 2009年09月09日 | UZUMAKI feat.TAKUMA EXTINCT FREEDOM                                                              | NFCD-27216                              | 1.EXTINCT FREEDOM |
| 2009年10月07日 | V.A「HELLO! LOW IQ 01!」                                                                         | CTCR-14646                              | 1.WHAT A HELL'S GOING ON? |
| 2010年10月30日 | DJ SANCON 『茜色と陽炎の中で』                                                                   | SSK-2010                                | 1.『茜色と陽炎の中で』 DJ SANCON feat.TAKUMA(10-FEET), NAOKI(ROTTENGRAFFTY), DOCTOR HASEGAWA                                                                                |
| 2010年12月08日 | Dragon Ash 『MIXTURE』                                                                           | VICL-63690                              | 4.Dragon Ash feat.TAKUMA 『SKY IS THE LIMIT』 |
| 2011年01月12日 | V.A「FREEDOM 2010 in 淡路島 "青空"」                                                             | TFBQ-18112                              | 4.2% 5.RIVER |
| 2011年         | V.A『hope』                                                                                      | SURCD-311                               | 14.『たばこ屋の犬』TEKUMA(TAN-FEET) |
| 2012年04月04日 | NEVERMIND TRIBUTE                                                                                | UMCF-1072                               | 4.『Breed』/10-FEET |
| 2012年06月27日 | うたイガース!! 阪神タイガース選手登場曲集 2012                                                   | UICZ-8101                               | 12.hammer ska（藤原正典 選手登場曲） |
| 2012年08月22日 | MINMI 『MINMI BEST 雨のち虹 2002-2012』                                                          | UMCF-9616                               | Disc2 10.真夏のオリオン-10FEET Remix-/ INFINITY 16 welcomez MINMI, 10-FEET                                                                                                  |
| 2013年10月09日 | MAN WITH A MISSION「Database feat. TAKUMA(10-FEET)」                                             | SRCL-8400 SRCL-8402                     | 1.database feat. TAKUMA（10-FEET） |
| 2013年12月04日 | 東京スカパラダイスオーケストラ「閃光 feat.10-FEET」                                              | CTCR-40351B CTCR-40352                  | 1.閃光 feat.10-FEET |
| 2013年12月11日 | TOTALFAT『THE BEST FAT COLLECTION』                                                              | KSCL-2335                               | 1.DA NA NA feat.TAKUMA(10-FEET) |
| 2013年12月18日 | V.A「エレファントカシマシ カヴァーアルバム2 A Tribute To The Elephant Kashimashi」               | UMCK-1468                               | 1.今宵の月のように |
| 2014年07月23日 | V.A「LINDBERG TRIBUTE〜みんなのリンドバーグ〜」                                                  | TECI-1410 TECI-1411                     | 1.LITTLE WING |
| 2015年12月23日 | スピッツトリビュートアルバム 「JUST LIKE HONEY 〜『ハチミツ』20th Anniversary Tribute〜」        | UPCH-2065 UPJH-9016                     | 2.涙がキラリ☆ |
| 2016年01月27日 | THE BLUE HEARTS コラボレーションアルバム 「30th anniversary THE BLUE HEARTS re-mix『re-spect』」 | MECR-5011 MECR-4011 MECR-3034           | 2.train-train |
| 2017年03月08日 | 東京スカパラダイスオーケストラ 『Paradise Has NO BORDER』                                        | CTCR-14917                              | 7.Samurai Dreamers <サビレルナ和ヨ> feat.TAKUMA（10-FEET） |
| 2017年03月08日 | G-FREAK FACTORY 『FREAKY』                                                                       | BDSS-0031                               | 5.HALF-DONE (TAKUMA chorus) |
| 2017年07月17日 | G-FREAK FACTORY 『風林火山』                                                                     | BDSS-0032                               | 1.風林火山 2.STEADY 3.REAL SIGN 4.OVERALL Additional musicians Keyborads TAKUMA(10-FEET)                                                                                    |
| 2019年03月13日 | 東京スカパラダイスオーケストラトリビュート集 楽園十三景                                          |                                         | 3.『DOWN BEAT STOMP』10-FEET |
| 2019年05月29日 | BOYS AND MEN 『頭の中のフィルム』                                                                | UICV-9307                               | 1.『頭の中のフィルム』 卓真名義での詞曲書き下ろし |
| 2019年11月20日 | 東京スカパラダイスオーケストラ 『ツギハギカラフル』                                              | CTCR 14980-1                            | 1.『Jamaica Ska』feat.キヨサク(MONGOL800)&TAKUMA(10-FEET) |
| 2019年12月18日 | ROTTENGRAFFTY Tribute Album 〜MOUSE TRAP〜                                                       | VIZL-1684 VIZL-65290                    | 1.『金色グラフティー』10-FEET |
| 2020年03月25日 | サンボマスター究極トリビュート ラブ フロム ナカマ                                                | VICL-65354                              | 9.『さよならベイビー』10-FEET |
| 2020年10月21日 | KYONO『S.A.L』                                                                                   | VCCM-2120                               | 4.STAY GLOW feat.TAKUMA(10-FEET) |
| 2023年5月31日  | 『THE FIRST SLAM DUNK』 (オリジナルサウンドトラック)                                             | UPCH-29457                              | 3.拮抗 5.ゾーンプレス 7.プレス突破 8.最強選手 11.O.R. 14.リングしか見えない 17.再起 19.スーパーエース 20.布石 21.湘北 22.最強山王 24.いけ! 27.死守 29.第ゼロ感 (Movie Ver.) |

## タイアップ一覧
| 使用年 | 曲名             | タイアップ                                                                                                 |
| ------ | ---------------- | --- |
| 2003年 | nil?             | キリンビール「氷結21°ストレート」TV-CFソング                                                               |
| 2003年 | recollection     | 北海道テレビ『NO MATTER BOARD（'03-'04シーズン）』2003年10月度エンディングテーマ                           |
| 2004年 | HEY!             | NHK-FM『ミュージック・スクエア』2004年6・7月度オープニングテーマ                                           |
| 2004年 | BUZZING          | 北海道テレビ『NO MATTER BOARD（'04-'05シーズン）』2004年11月度エンディングテーマ                           |
| 2005年 | 4REST            | 北海道テレビ『ハナタレナックス』オープニングテーマ（2005年 - 2008年）                                      |
| 2005年 | 4REST            | シネハウス配給映画『バッシュメント』主題歌                                                                 |
| 2006年 | ライオン         | 「TOYOTA BIG AIR 10th Anniversary」オフィシャルテーマ                                                      |
| 2006年 | ライオン         | 北海道テレビ『NO MATTER BOARD（'05-'06シーズン）』2006年2月度オープニングテーマ                            |
| 2006年 | quiet            | トヨタ「ラクティス」CMソング                                                                               |
| 2007年 | goes on          | 北海道テレビ『NO MATTER BOARD（'07-'08シーズン）』2007年12月度オープニングテーマ                           |
| 2008年 | NICK JAGGER      | 日活配給映画『ネガティブハッピー・チェーンソーエッヂ』挿入歌                                               |
| 2008年 | B.D.H            | 漫画「クローズ×WORST」トリビュートソング                                                                   |
| 2008年 | U                | 北海道テレビ『NO MATTER BOARD（'08-'09シーズン）』2008年12月度オープニングテーマ                           |
| 2009年 | 1sec.            | 東宝配給映画『クローズZERO II』劇中歌                                                                      |
| 2009年 | super stomper    | コナミデジタルエンタテインメントゲームソフト「ワールドサッカー ウイニングイレブン 2010」テーマソング       |
| 2010年 | hammer ska       | 北海道テレビ『NO MATTER BOARD（'10-'11シーズン）』2010年10月度オープニングテーマ                           |
| 2011年 | その向こうへ     | 北海道テレビ『夢チカ18』11月度オープニングテーマ                                                           |
| 2011年 | その向こうへ     | 北海道テレビ『NO MATTER BOARD（'11-'12シーズン）』2011年12月度エンディングテーマ                           |
| 2012年 | コハクノソラ     | 東映配給映画『莫逆家族-バクギャクファミーリア-』主題歌                                                     |
| 2016年 | super stomper    | バンダイナムコエンターテインメントゲームソフト「クローズ BURNING EDGE」キャラクターイメージソング          |
| 2017年 | ヒトリセカイ     | テレビ東京系ドラマ24『バイプレイヤーズ 〜もしも6人の名脇役がシェアハウスで暮らしたら〜』オープニングテーマ |
| 2017年 | 1 size FITS ALL  | 北海道テレビ『NO MATTER BOARD（'17-'18シーズン）』2017年11月度エンディングテーマ                           |
| 2018年 | Fin              | テレビ東京系ドラマ『バイプレイヤーズ 〜もしも名脇役がテレ東朝ドラで無人島生活したら〜』オープニングテーマ  |
| 2019年 | ハローフィクサー | 大塚製薬「10-FEET×ポカリスエット 夏の本気 応援ムービー」コラボCMソング                                     |
| 2020年 | ハローフィクサー | 関西テレビドラマ『新・ミナミの帝王』シリーズ第18作・第19作主題歌                                           |
| 2021年 | アオ             | テレビ東京系ドラマ24『バイプレイヤーズ 〜名脇役の森の100日間〜』オープニングテーマ                         |
| 2022年 | aRIVAL           | ABEMA『THE MATCH 2022』大会テーマソング                                                                    |
| 2022年 | 第ゼロ感         | 東映配給アニメ映画『THE FIRST SLAM DUNK』エンディングテーマ                                                |
| 2023年 | 2%               | フジテレビ系『THE SECOND 〜漫才トーナメント〜』出囃子                                                      |
| 2023年 | Re方程式         | TBS系金曜ドラマ『フェルマーの料理』主題歌                                                                  |
| 2024年 | gg燦然           | 朝日放送ラジオ・朝日放送テレビ「2024 ABCプロ野球テーマソング」                                             |
| 2024年 | helm'N bass      | アサヒスーパードライ × 3x3.EXE PREMIER 応援ソング                                                          |
| 2025年 |                  | Daigasグループ創業120周年記念CMソング                                                                      |

## ヘビーローテーション / パワープレイ

### テレビ
| 放送年 | 曲名  | ヘビーローテーション/パワープレイ          |
| ------ | ----- | ------------------------------------------ |
| 2002年 | RIVER | スペースシャワーTV 2002年11月度POWER PUSH! |

## 主なライブ

### 主催フェス
- 2008年〜 京都大作戦
- 2017年1月14,15日 - 東日本大作戦番外編 ゼビオアリーナ（宮城県仙台市）
- 2017年4月16日 - ザ グレートロックンロール関ケ原2017 万博大作戦 日本シリーズ （氣志團との共同開催）

## 出演

### ウェブテレビ
- （株）サク・コウイチ・サンブの木曜The NIGHT（2017年11月10日 - 12月1日、AbemaTV）[65]KOUICHIのみ出演

### テレビ
- スペースシャワーTV ｢Oxala!｣ （2006年4月5日 - 2007年3月21日）毎週水曜日、GOING UNDER GROUNDの松本素生と共に、VJを担当した。（TAKUMAのみ）
- バイプレイヤーズ 〜もしも名脇役がテレ東朝ドラで無人島生活したら〜（2018年2月14日、テレビ東京） - 10-FEET（本人） 役[66]
- 高見沢俊彦の美味しい音楽 美しいメシ（2024年1月12日、BS朝日）[67]

### ラジオ
- おはようパーソナリティ古川昌希です（2023年4月16日、ABCラジオ） - TAKUMAと小学生の男子がリモートで出演

### CM
- はごろもフーズ「シーチキン」シーチキン食堂篇（TAKUMAのみ）

### ミュージックビデオ
- LOW IQ 01「Thorn in My Side」（2019年）

### 雑誌
- MOTO NAVI2022年春号（No.116）（TAKUMAのみ）